# Rosmalen (gemeente)
Rosmalen is een voormalige gemeente (tot 1996) in Noord-Brabant. In 1996 telde de gemeente Rosmalen circa 30.000 inwoners.

## Kernen
Hintham, Kruisstraat, Maliskamp, Rosmalen en de gehuchten Bruggen, Heeseind, Molenhoek, Sprokkelbosch en Varkenshoek. Na het opheffen van de gemeente vielen alle kernen, met uitzondering van Heeseind, dat onder Maasdonk kwam te vallen, onder 's-Hertogenbosch.

## Geschiedenis
Op 25 oktober 1505 wordt Rosmalen verheven tot hoge, middelbare en lage heerlijkheid met Ridder Jan van Baexen als heer.
Als in 1815 Erfprins Willem, Prins van Oranje, de soevereiniteit en later het koningschap aanvaardt over de Nederlanden, krijgt Rosmalen haar eerste burgemeester. Tot eerste burgemeester van Rosmalen wordt benoemd de onder Frans bewind reeds functionerende representant van het Bataafs Volk van Brabant en "maire" Willem Siepkens.
In 1960 wordt de tienduizendste inwoner geboren. Hierna groeit Rosmalen van een eenvoudig dorp uit naar een forensenplaats met meer dan 25.000 inwoners in 1985.
Na jarenlange strijd wordt in oktober 1995 door de Eerste Kamer het wetsvoorstel aangenomen, dat de gemeenten 's-Hertogenbosch en Rosmalen per 1 januari 1996 samenvoegt. Rosmalen heeft zich hier altijd tegen verzet, hetgeen zich onder meer vertaald heeft in een klinkende zege voor Rosmalens Belang bij de gemeenteraadsverkiezingen die bij de gemeentelijke herindeling nodig waren. Peter van der Velden was de laatste burgemeester van de gemeente Rosmalen.